# 宮本正清
宮本 正清（みやもと まさきよ、1898年8月16日 - 1982年11月16日）は、日本のフランス文学者。
高知県高岡郡奈路に農民の子として生まれる。1914年台湾総督府勤務の叔父長曽我部重親に伴われ台湾に渡る。1916年神戸へ移り関西学院中等部編入、1924年早稲田大学仏文学科卒業。1926年まで大学院に在籍し吉江喬松の指導を受ける。1927年日仏文化協会、関西日仏文化学館設立に参加し書記長兼教授。1930年仏国政府より勲章授与、以後数次にわたり授与される。1939年立命館大学予科教授、1942年立命館大学教授、1945年6月15日京都府警察に連行され敗戦まで監禁される。1950年大阪市立大学教授、同年渡仏。1962年定年となる。1969年京都精華短期大学教授、1971年ロマン・ロラン研究所を設立、理事長。1972年京都精華短大学長、京都日仏文化協会会長。1977年京都精華短大理事長（-1980年）。1980年勲四等旭日小綬章。
『魅せられたる魂』のほか、ロランの作品を多数翻訳した。

## 著書
- 『ロマン・ロラン 思想と芸術』みすず書房 1958
- 『焼き殺されたいとし子らへ 詩集』みすず書房 1981
- 『ジャン・クリストフ物語』宮本ヱイ子補訂、序文野崎歓、水声社 2023

元版は児童向け翻案「世界少年少女文学全集38 フランス編」東京創元社 1955

## 翻訳
- マルセル・ロベール『今次欧洲戦乱勃発直前の仏国』 神戸日仏協会 1939
- ロマン・ロラン『敗れし人々』 弘文堂書房 1940
- ロマン・ロラン『魅せられたる魂』 岩波文庫 1941-1942 のち改版。他に「全集」全3巻、みすず書房
- ロマン・ローラン『聖雄ガンヂイ』 東和出版社 1942
- タゴール『東洋と西洋』 臼井書房 1942
- アナトール・フランス『わが友の書』 東和出版社 1943
- ロマン・ロラン『エンペドクレースとスピノーザ』 岩波文庫、1946
- ロマン・ロラン『ピエールとリュース』 養徳社 1946
- トルストイの生涯 ロマン・ロラン全集 第40巻 みすず書房 1948
- コラ・ブルニヨン ロマン・ロラン全集 第11巻 みすず書房 1948
- エンペドクレース ロマン・ロラン全集 第49巻 みすず書房 1948
- ロマン・ロラン『ジャン・クリストフ 生立より青年時代まで』 みすず書房 1948
- ルネ・グルッセ『新ヒューマニズム』 アテネ文庫 弘文堂 1950
- クレランボー ロマン・ロラン全集 第12巻 みすず書房 1950
- 生けるインドの神秘と行動 ロマン・ロラン全集 第42巻 みすず書房 1950
- 戦いを超えて ロマン・ロラン全集 第50巻 みすず書房 1950
- 道づれたち ロマン・ロラン全集 第54巻 みすず書房 1952
- 民衆劇論 新演劇に関する美学試論 ロマン・ロラン全集 第55巻 みすず書房 1954
- リリュリ ロマン・ロラン全集 第32巻 みすず書房 1954
- インド 波多野茂弥共訳 ロマン・ロラン全集 第31 みすず書房 1958
- 新月 タゴール著作集 第1 アポロン社 1959
- 七月十四日 ロマン・ロラン全集 第9 みすず書房 1959
- ラーマクリシュナの生涯 ヴィヴェカーナンダの生涯と普遍的福音　ロマン・ロラン全集 第14 みすず書房 1959
- 国家主義 タゴール著作集 第7 アポロン社 1960
- ロベスピエール ロマン・ロラン全集 第10 みすず書房 1960
- 回想記 ロマン・ロラン全集 第17 みすず書房 1960
- マントーヴァの包囲 ロマン・ロラン全集 第12 みすず書房 1962
- インド研究 ロマン・ロラン全集 第15 みすず書房 1962
- 書簡・日記 蛯原徳夫、山口三夫共訳 ロマン・ロラン全集 第35 みすず書房 1962
- したしいソフィーア 書簡 山上千枝子共訳 ロマン・ロラン全集 第34 みすず書房 1963
- ローマの春 山上千枝子共訳 ロマン・ロラン全集 第33 みすず書房 1964
- マルヴィーダ・フォン・マイゼンブークへの手紙 山上千枝子共訳 アグリゲンツムのエンペドクレス ロマン・ロラン全集 第32 みすず書房 1966
- ロマン・ロランの母への手紙 みすず書房 1976